# Ochetostoma stuhlmanni
Ochetostoma stuhlmanni is een lepelworm uit de familie Thalassematidae.
De wetenschappelijke naam van de soort werd in 1892 gepubliceerd door Fischer.